# Katja Repo
Katja Repo, née le 4 mars 1973 à Helsinki, est une vététiste descendeuse professionnelle finlandaise.

## Palmarès

### Championnat du monde de VTT
- 1997 Château-d'Œx
  -  Médaillée de bronze de la descente
- 1999 Åre
  -  Médaillée d'argent de la descente
- 2000 Sierra Nevada
  -  Médaillée d'argent de la descente

### Coupe du monde
- Coupe du monde de la descente 
  - 1999 : 3e du classement général
  - 2000 : 5e du classement général
  - 2001 : 5e du classement général

### Autres
- 1998
  -  Médaillée d'argent de la descente des championnats d'Europe
- 2000
  - 3e de Mont Sainte-Anne (cdm, descente)
  - 3e de Vail (cdm, descente)
- 2001
  - Leysin (cdm, descente)